# Ćwiczenia przygotowawcze
Ćwiczenia przygotowawcze – forma ćwiczeń, w których głównym podmiotem szkolenia jest kadra.

## Charakterystyka
Organizowane są w celu utrwalenia i pogłębienia indywidualnej wiedzy i umiejętności oraz nawyków działania zespołowego w dowództwach i sztabach. Treścią ćwiczeń przygotowawczych, które mogą przybierać różne formy, jest profesjonalne przygotowanie kadry w zakresie rozwiązywania problemów strategicznych, operacyjnych i taktycznych w procesie planowania i dowodzenia w różnych sytuacjach pola walki (misji) oraz doskonalenie umiejętności organizacyjno-szkoleniowych i metodycznych. Ćwiczenia przygotowawcze poprzedzane są zajęciami przygotowawczymi w formie wykładów, seminariów, zajęć zbiorowych i podróży historyczno-geograficznych. W ramach ćwiczeń przygotowawczych do realizacji zadań szkoleniowych z praktycznym działaniem wojsk (pododdziałów), w okresie bezpośrednio poprzedzającym to zamierzenie, mogą być przeprowadzane ćwiczenia epizodyczne.

## Formy ćwiczenia
Ze względu na zewnętrzną, organizacyjną stronę zamierzenia, sposób jego prowadzenia oraz rolę spełnianą w procesie szkolenia, realizowane są w następujących formach:
- ćwiczenia przygotowawcze[4]:
  - ćwiczenie grupowe;
  - ćwiczenie epizodyczne;
  - ćwiczenie studyjne;
- zajęcia przygotowawcze[5]:
  - podróż historyczno-geograficzna; 
 forma szkolenia indywidualnego kadry lub komórek organizacyjnych dowództwa polegająca na porównaniu prowadzonych w historii działań zbrojnych w danym terenie z podjętymi decyzjami przez szkolonych[6]
  - seminarium;
  - wykład;
  - inne, stosownie do potrzeb.